# Weissia platystegia
Weissia platystegia är en bladmossart som beskrevs av A. Eddy, n.d. 1990. Weissia platystegia ingår i släktet krusmossor, och familjen Pottiaceae. Inga underarter finns listade i Catalogue of Life.